# Новий Вавилон
«Новий Вавилон» — радянський чорно-білий німий кінофільм Григорія Козінцева і Леоніда Трауберга 1929 року. Інша назва — «Штурм неба». Історико-революційна епопея. Шедевр радянського авангарду. Прем'єра відбулася 18 березня 1929 року. Фільм мав великий успіх в СРСР і за кордоном.

## Сюжет
Фільм присвячений Паризькій комуні. Керівник магазину «Новий Вавилон» не пропускає нагоди нагадати юній продавчині Луїзі, хто тут господар; коли приходить час, вона не довго думаючи вирушає на барикади. Пізніше, коли над повсталими йде розправа, її коханий Жан опиняється на стороні карателів. У фіналі Жан, сподіваючись купити собі життя, риє могилу для своєї коханої, яку повинні розстріляти вороги Паризької Комуни.

## У ролях
- Арнольд Арнольд —  депутат
- Сергій Герасимов —  журналіст Лутро
- Давид Гутман —  господар магазину «Новий Вавилон»
- Олег Жаков —  комунар
- Яніна Жеймо —  модистка Тереза 
- Андрій Костричкін —  прикажчик
- Олена Кузьміна —  продавчиня Луїза Пуар'є (дебют в кіно)
- Софія Магарілл —  акторка
- Тамара Макарова —  танцюристка канкану
- Всеволод Пудовкін —  прикажчик
- Людмила Семенова —  танцюристка канкану
- Петро Соболевський —  солдат Жан
- Євген Червяков —  солдат національної гвардії
- Ганна Заржицька — квітникарка

## Знімальна група
- Автори сценарію: Григорій Козінцев, Леонід Трауберг
- Режисери-постановники: Григорій Козінцев, Леонід Трауберг
- Оператор-постановник: Андрій Москвін
- Композитор: Дмитро Шостакович
- Художник-постановник: Євген Єней